# Carrer de les Escribanies (Banyoles)
El Carrer de les Escribanies és una via pública de Banyoles (Pla de l'Estany) inclosa a l'Inventari del Patrimoni Arquitectònic de Catalunya.

## Descripció
Com tots els carrers del primer nucli de població -vila Vella- ja amb una estructuració urbanística, se'ns evidencia una tipologia constructiva ja desenvolupada en les altres descripcions semblants: cases de planta baixa, pis i golfes. El parament és de pedra de Banyoles. Tots els elements d'obertures es troben ben emmarcats i, amb la particularitat de que en diferents casos les finestres, finestrals i golfes han estat modificats i han esdevingut balcons de recents forjats. Alguna finestra conserva, encara, el seu ampit. Coberta de teules àrabs. Ràfec gairebé inexistent amb una motllura decorativa. Alguna façana es troba arrebossada.

## Història
El carrer de les "Escribanies" o "Escrivanies" és paral·lel a la muralla. Comunica la pl. de la Font amb la pl. Antiga o de la Vila Vella, actualment pl. del Teatre. Al llarg del segle xiv se l'anomena "carrer Major inferior" doncs formava un sol tram a l'actual carrer Major, i donava sortida a la pl. Major de la Vila Nova. Actualment Escrivanies s'acaba a la pl. de la Font. Durant el segle xvi se'l coneix com a c/ de les Escrivanies, perquè hi havia les residències dels notaris i escrivans de la vila. Entre les cases a destacar, tenim la Casa Bach, avui Lavall, on va tenir l'ostatge el general carlista Savalls.